# Ulubione rzeczy
Ulubione rzeczy (ang. Now You See Me) – powieść kryminalna z 2011, autorstwa brytyjskiej pisarki S. J. Bolton. Jej polskie wydanie ukazało się w roku 2012 nakładem wydawnictwa Amber w tłumaczeniu Agnieszki Kabali.

## Fabuła
Powieść otwiera cykl z londyńską policjantką Lacey Flint z komisariatu Southwark (urodzona w Shorpshire), która jest zafascynowana historycznymi postaciami seryjnych zabójców, zwłaszcza Kubą Rozpruwaczem. Dotąd nie była jednak zaangażowana w żadne śledztwo w sprawie zabójstwa i nie stykała się ze zwłokami. Akcja osadzona jest we wrześniu. Na parkingu przed Victoria House na osiedlu Brendon w Kennington na jej ręce osuwa się silnie poraniona kobieta, która po chwili umiera. Lacey staje się początkowo świadkiem zabójstwa, a potem uczestnikiem śledztwa, w którym zabójca nawiązuje do słynnych mordów Kuby Rozpruwacza. Śledztwo prowadzi inspektor Dana Tulloch, którą wspomaga szorstki inspektor Joesbury ze Scotland Yardu, od początku podejrzewający Lacey o udział w zabójstwie, a potem kolejnych, które dokonywane są w różnych miejscach wiktoriańskiego Londynu.

## Nagrody
Powieść znalazła się w finale nagrody Mary Higgins Clark oraz Barry Awards (2011). Magazyny Kirkus Reviews oraz Library Journal uznały ją za jeden z najlepszych kryminałów roku 2011.